# Trouble Twins -MY SWEET BROTHERS-
《Trouble Twins -MY SWEET BROTHERS-》是TeraBytes Records製作的戀愛冒險遊戲，於2007年12月29日至31日舉行的C73中的F&C·SLP先行發售，2008年1月25日正式發售。

## 故事簡介
喜歡色色的惡作劇的主角朝日真矢和優異生的妹妹朝日舞耶就讀建校10年的鳥居坂中學校1年1組，雖然是雙胞胎但性格相反的他們每天都鬧起事來。在某一天，他們父母要出外旅行兩週，其間兩人需要自己生活。圍繞著兩人的還有經常被欺負的胡桃澤深紅、千金小姐桐島梨梨花等。
充滿鬧劇的一個七月夏日故事就這樣開始。

## 登場人物
朝日真矢（Asahi Maya，聲：無）
喜歡惡作劇，朝日舞耶的雙胞胎哥哥，名字讀法一樣。
朝日舞耶（Asahi Maya，聲：高橋美佳子）
7月7日出生，12歲，血型AB型，身高150cm，體重38kg，三圍77、53、78。
學業優秀且有運動神經，極受歡迎的萬能型優異生，而且是班長。但感情起伏很大。
胡桃澤深紅（Kurumizawa Miku，聲：矢作紗友里）
11月17日出生，12歲，血型B型，身高146cm，體重39kg，三圍80、52、82。
雙胞胎的同班同學，存在感不強，沒有自信，而且經常被欺負。然而她似乎有不可告人的一面……
桐島梨梨花（Kirishima Ririka，聲：釘宮理惠）
12月29日出生，12歲，血型A型，身高158cm，體重38kg，三圍74、54、79。
同班同學，蠻橫的大小姐，敵視比自己更受歡迎的舞耶。
來須潤（Kurusu Jun，聲：佐藤利奈）
8月31日出生，12歲，血型A型，身高148cm，體重36kg。
同班同學，溫柔的男孩，喜歡舞耶。和雙胞胎是小學時就是朋友，而且是真矢的「弟子」。
百合野巴（Yurino Tomoe，聲：能登麻美子）
3月25日出生，12歲，血型O型，身高147cm，體重37kg，三圍76、55、77。
同班同學，性格沉穩，總是在微笑。和雙胞胎是小學時就是朋友，特別是舞耶。
魚住乃里子（Uozumi Noriko，聲：淺野真澄）
10月2日出生，23歲，血型B型，身高162cm，體重47kg，三圍85、58、86。
任教雙胞胎一班的新人體育教師。熱心教育，受學生歡迎，姐姐般的老師，部分較親密的學生會直呼她為「乃里子老師」。

## 主題曲
開頭歌曲：
作詞、作曲：野村教裕，編曲：岡田陽助
歌：高橋美佳子
結尾歌曲：（蒲公英）
作詞、作曲：野村教裕，編曲：青木秀由基
歌：高橋美佳子、矢作紗友里、釘宮理惠